# جانسيلا مجيد
جانسيلا مجيد (بالإنجليزية: Jansila Majeed)‏ هي ناشطة في منطقة بوتالام في سريلانكا. تشغل مجيد منصب مدير إدارة الصندوق الاستئماني المجتمعي في بوتالام، وهي منظمة غير حكومية تعمل على تعزيز حقوق الأقليات وحقوق المرأة.
قبل عملها مع الصندوق الاستئماني للجماعة، عاشت مجيد كشخص نازح داخليًا لمدة 20 عامًا، واستمرت في الدفاع عن حقوق النازحين المسلمين والتاميل.

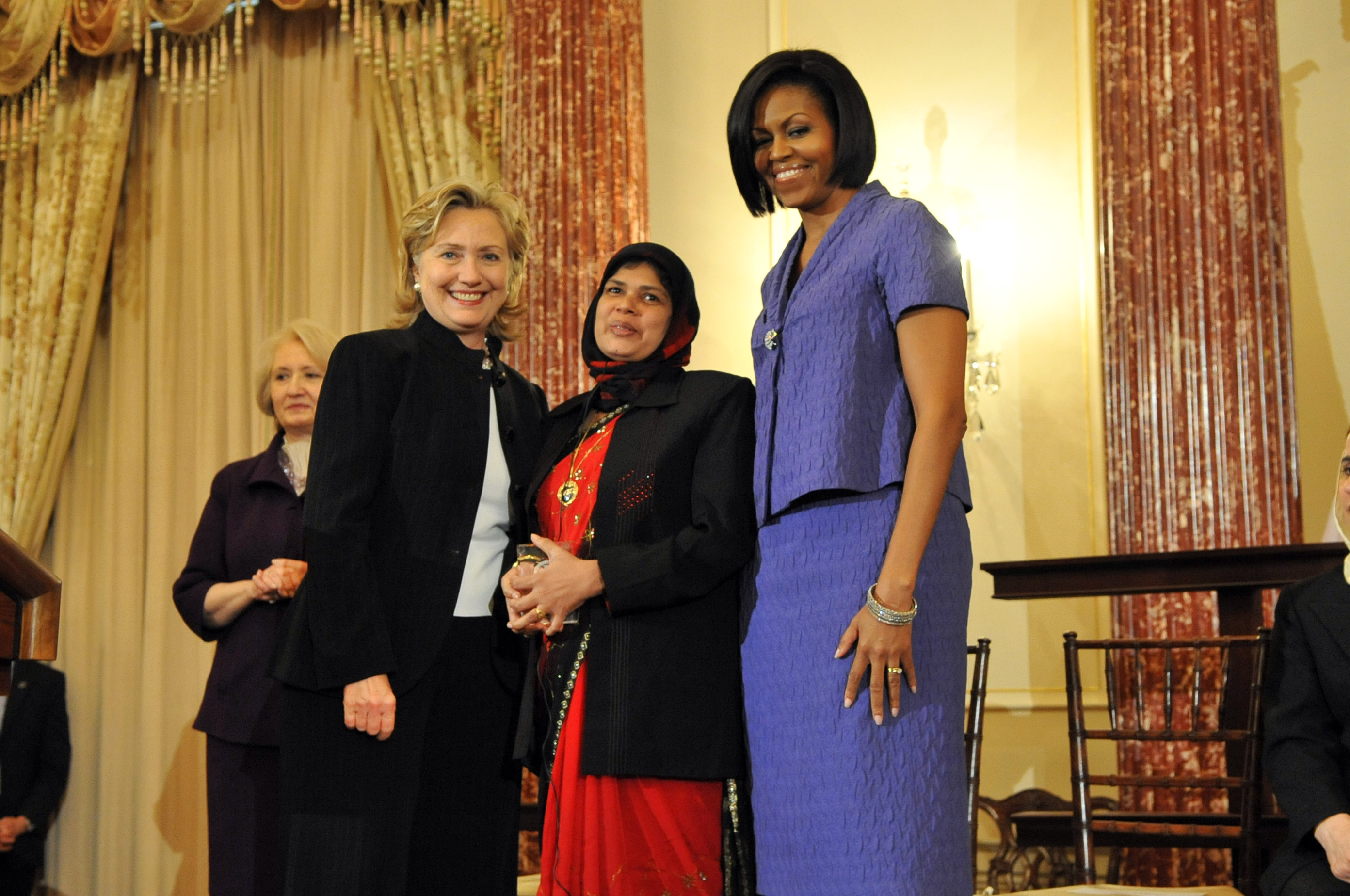
جانسيلا مجيد (في الوسط) مع وزيرة الخارجية الأمريكية هيلاري كلينتون (إلى اليسار) والسيدة الأمريكية الأولى ميشيل أوباما (إلى اليمين).

حصلت مجيد في عام 2010 على جائزة نساء الشجاعة الدولية من قِبَل وزارة الخارجية الأمريكية، وتسلمت الجائزة من السيدة الأولى ميشيل أوباما ووزيرة الخارجية هيلاري كلينتون. كانت مجيد المتحدثة في تقرير التنمية البشرية لعام 2010 الصادر عن برنامج الأمم المتحدة الإنمائي لمنطقة آسيا والمحيط الهادئ حول النوع الاجتماعي، وذكرت أن سريلانكا يجب أن تغير موقفها بشأن حقوق المرأة من أجل إصلاح العديد من القضايا مثل المشاركة السياسية للمرأة، ووصول المرأة إلى حقوقها القانونية، والمشاركة في القوى العاملة.